# Karpackie jeziora Ukrainy
Karpackie jeziora Ukrainy.
Karpackie jeziora Ukrainy dzieli się (pod względem genezy) na:
- polodowcowe: Brebeneskuł, Drohobrackie, Hereszaska, Mariczejka, Niżne
- wulkaniczne: Borocziwskie, Lipowieckie, Syne
- osuwiskowe: Ozerce, Synewyr

Najwięcej górskich jezior na Ukrainie znajduje się w obwodzie zakarpackim.